# 幻想三國誌3
《幻想三國誌3》是由宇峻奧汀開發的角色扮演遊戲，於2007年在台湾与中国大陆發售。本作主打的歷史事件為《黃巾之亂》，有別於一般人對黃巾軍的刻板印象，故事是用太平道的觀點來看。本作亦是幻想三國誌系列作中首次戰鬥系統3D化的作品。
本作標語為：「在命運交錯的洪流之中，你是我唯一的眷戀……」

## 剧情
東漢光和年間，神農村有位對發明與鍛造有偏好的少年夏皓，與師父伍平遭到趙忠所派出的刺客默心追殺而跌入神農山底，同時間地牛翻身，神農村全毀。張角之女張婕與夏皓友人溫銘原欲探望夏皓，到達神農村時已殘破不堪，聽聞夏皓失蹤兩人亦下山崖尋找夏皓及伍平。兩組人馬於封曜之窟相見，同時也看到太平道教主張角、玄機宮宮主計采遙在此。原來是「七曜星輪」鬆動，太平道與玄機宮打算封緊七曜星輪，但需找齊七顆晶玉，夏皓便自告奮勇的接下這個任務。為了避免七曜星輪開啟使魔族大舉進攻，一行人蒐集七曜晶玉的旅途就此展開。
同時，因皇帝寵信宦官、朝政腐敗，人民生活困苦，百姓為了能得到心靈安慰越來越多人信仰太平道。太平道在人民間廣為相傳，成為一個規模相當龐大的宗教組織，朝廷對此相當戒備。後夏皓與張婕看不慣宦官左豐對人民的所作所為而攻擊左豐，使太平道和朝廷之間的矛盾及對立逐漸明朗化……

## 发行

### 資料片
- 本作資料片為名稱為《雙飛願》。

- 本資料片為攻略本之贈品。

- 本資料片需讀取本傳之結局檔。其資料片會因本傳配對不同，而使劇情有不同的改變。

### 音樂情報
主題曲《出發》由 董贞演唱。其插曲《迷宮》及《默契》，則分別由黄珮琄及李怡蓁演唱。